# 旭川覚せい剤密売電話傍受事件
旭川覚せい剤密売電話傍受事件（あさひかわかくせいざいみつばいでんわぼうじゅじけん）とは日本の事件。

## 概要
1994年7月下旬に稲川会系暴力団の組員2人（AとB）が旭川市のマンション一室に密売専用電話から顧客の注文を受け、稲川会系暴力団組員のポケットベルに顧客の車のナンバー、注文個数等を打ち込み、覚せい剤をそれぞれ現金1万円から3万円で売った。北海道警は旭川簡裁から検証許可令状を得て、覚せい剤密売のやり取りを録音し、3人を摘発した。
公判では3人とも終始、覚せい剤密売の容疑を否認。弁護側は通信傍受は憲法で保障されている「通信の秘密」と「令状の事前提示の原則」に違反すると捜査の違法性を主張して無罪を訴えた。
1995年6月12日に旭川地裁は「通信の秘密を守るため、傍受には慎重な検証が必要」としながらも、「傍受が捜査上、必要不可欠であり、検証の期間・時間を制限し、第三者の立会人を配し、一般通話と思われるものは傍受中止などプライバシーの侵害を最小限にとどめる条件が付されている」として弁護側の主張を退け、AとBに懲役5年罰金20万円、Cに懲役3年、また3被告合わせて追徴金6万円を言い渡した。
Aは控訴するも、1997年5月15日に札幌高裁は「通信の秘密や個人のプライバシーが侵害される恐れの程度を考慮したとしても、電話傍受の必要性が認められる場合に当たる」として、電話傍受による捜査を一定条件のもとで適法だとして控訴を棄却した有罪判決を維持した。
Aは上告するも、1999年12月18日に最高裁は「検証許可状による捜査は事後通知や通話当事者からの不服申し立てが規定されておらず、問題があることは否定しがたい」としながらも「重大な犯罪に係る被疑事件について、被疑者が罪を犯したと疑うに足りる十分な理由があり、〔中略〕電話傍受以外の方法によってはその罪に関する重要かつ必要な証拠を得ることが著しく困難であるなどの事情が存する場合において、電話傍受により侵害される利益の内容、程度を慎重に考慮した上で、なお電話傍受を行うことが犯罪の捜査上真にやむを得ないと認められるときには、〔中略〕憲法上許される」として電話傍受を合法として上告を棄却し、Aの有罪判決が確定した。4人中3人の多数意見であり、元原利文判事は「無関係な通話が混入する可能性を否定できず、事後通知や不服申し立て制度の規定もない。当時は法律上認められておらず、検証調書の証拠能力は否定されるべきだ。」と反対意見を述べた。